# Fire Pro Wrestling
Fire Pro Wrestling (ファイヤープロレスリングA, , Fire Pro Wrestling A en version originale japonaise) est un jeu vidéo de combat développé par Human Entertainment et Spike, sorti à partir de 2001 sur Game Boy Advance. Il fait partie de la série Fire Pro Wrestling. Il s'agit du premier de celle-ci sur Game Boy Advance et était disponible au lancement de la console au Japon et aux États-Unis. Il a pour suite Fire Pro Wrestling 2.

## Accueil
- Jeuxvideo.com : 10/20[2]